# Gates McFadden
Cheryl Gates McFadden, más conocida como Gates McFadden (2 de marzo de 1949) es una actriz y coreógrafa. Representó el papel de la doctora Beverly Crusher en la serie de televisión Star Trek: The Next Generation (TNG) y en sus cuatro películas posteriores.

## Primeros años
McFadden nació en Akron, en Ohio. Asistió a la Universidad Brandeis donde llegó a graduarse cum laude con una licenciatura en artes teatrales. Después de graduarse de Brandeis, se trasladó a París y estudió teatro con el actor Jacques Lecoq. Ella es de ascendencia lituana en el lado de su madre.

## Carrera

### Los primeros trabajos
Antes de estar en Star Trek: The Next Generation, McFadden a menudo trabajó para Jim Henson Productions, incluyendo las películas The Dark Crystal (como coreógrafa), Labyrint (como Directora de Coreografía y Movimiento de marionetas), The Muppets Take Manhattan (coreógrafo y una breve aparición en pantalla), y el trabajo sin acreditar en Dreamchild (de nuevo la supervisión de la coreografía y el movimiento de títeres). Como una manera de distinguir su trabajo actoral de su coreografía, ella se acredita generalmente como "Gates McFadden" como actriz y "Cheryl McFadden" como coreógrafa. Sin embargo, fue acreditada como "Cheryl McFadden" en el drama de la película When Nature Calls (1985) y en el episodio de la temporada 3 de The Cosby Show, «50 cumpleaños de Cliff». Apareció en La caza del Octubre Rojo como Caroline, la esposa de Jack Ryan, aunque la mayoría de sus escenas fueron cortadas en la posproducción.

### Star Trek: La nueva generación
En 1987, McFadden fue elegida para interpretar a la doctora Beverly Crusher en Star Trek: The Next Generation. El personaje de la coreógrafa fue programado para ser el interés amoroso del capitán Jean-Luc Picard, y este aspecto del personaje es lo que atrajo a McFadden para el papel. Otro aspecto importante del personaje era el de tratarse de una viuda que debía equilibrar la maternidad y su carrera. Al terminar la primera temporada McFadden fue despedida y sustituida durante la segunda por la actriz Diana Muldaur como médico jefe de la Enterprise. El personaje de Muldaur, la doctora Katherine Pulaski, no llegó a la tercera temporada. Roddenberry describió a Muldaur como «una actriz más talentosa», y dijo que la decisión de «dejarla ir se hizo únicamente porque la química esperada entre ella y el resto del elenco de la nave no se desarrolló». McFadden se acercó para volver para la tercera temporada. Al principio, ella dudaba, pero después de una llamada telefónica de su compañero y coestrella de la serie Patrick Stewart, al igual que millones de cartas de admiradores de TNG, McFadden fue persuadida para repetir su papel, que ella posteriormente conservó durante el resto de la serie. Destacada por su interpretación en el episodio «The High Ground», donde Crusher es secuestrada por unos terroristas; «Remember Me», en la que queda atrapada en una realidad alternativa donde sus seres queridos comienzan a desaparecer; «The Host», que cuenta con un romance entre la médico y un hombre con un gran secreto; «Suspicions», en la que la doctora Crusher arriesga su carrera para resolver el asesinato de un científico; el capítulo doble «Descenso» donde Crusher toma el mando de la Enterprise cuando el resto del personal de categoría superior están participando en la búsqueda de Data; «Sub Rosa», donde Crusher se convierte en la siguiente víctima de la seducción «fantasma» de su abuela; y «Enlace», donde Picard y Crusher se vuelven telepáticamente vinculados como prisioneros y aprenden su verdadero sentimiento por el otro. McFadden repitió su papel para los cuatro películas de la serie y también prestó su voz para los juegos de PC Star Trek: The Next Generation – A Final Unity y Star Trek Generations. McFadden también dirigió el episodio de TNG «Génesis» (el único que ha realizado hasta la fecha) y la coreografía de la rutina de baile en «Data's Day».

### Después de la nueva generación
La comedia de 1990 Millonario al instante fue protagonizada por James Belushi, McFadden y otro actor de TNG, John de Lancie (Q). En 1992, apareció junto a compañeros de reparto Patrick Stewart, Jonathan Frakes, Brent Spiner y Colm Meaney en una la obra teatral Every Good Boy Deserves Favour, que se representó en cuatro ciudades. También protagonizó la serie de televisión de 1995 Marker con Richard Grieco y apareció en el telefilme Crowned and Dangerous con Yasmine Bleeth en 1997. Otro trabajo para televisión fue el papel de Allison Rourke, el jefe de Paul Buchman, en cuatro episodios de la sitcom Mad About You. En la primavera de 2006, McFadden apareció en una serie de anuncios de televisión para Microsoft.
Ha impartido clases en varios centros de enseñanza: American Academy of Dramatic Arts, Brandeis, Harvard, Purdue, Temple y Pittsburgh. En agosto de 2010, fue catalogada como profesora adjunta en la Escuela de Teatro de la Universidad del Sur de California. Ha sido directora artística del Ensemble Studio Theatre de Los Ángeles desde enero de 2009. Durante su mandato encabezó la construcción del Atwater Village Theatre Collective (AVT), un nuevo espacio teatral doble de la ciudad.
McFadden ha prestado su voz como narradora en varios libros de audio. En 2010, fue la narradora de Confessor.

## Vida personal
McFadden está casada con el actor John Cleveland Talbot y la pareja tiene un hijo, James, nacido en 1991. Su embarazo no fue escrito en la cuarta temporada de TNG; en cambio, su personaje llevaba una bata de laboratorio sobre su uniforme. El coprotagonista de Star Trek: La nueva generación Brent Spiner es el padrino de su hijo.

## Filmografía

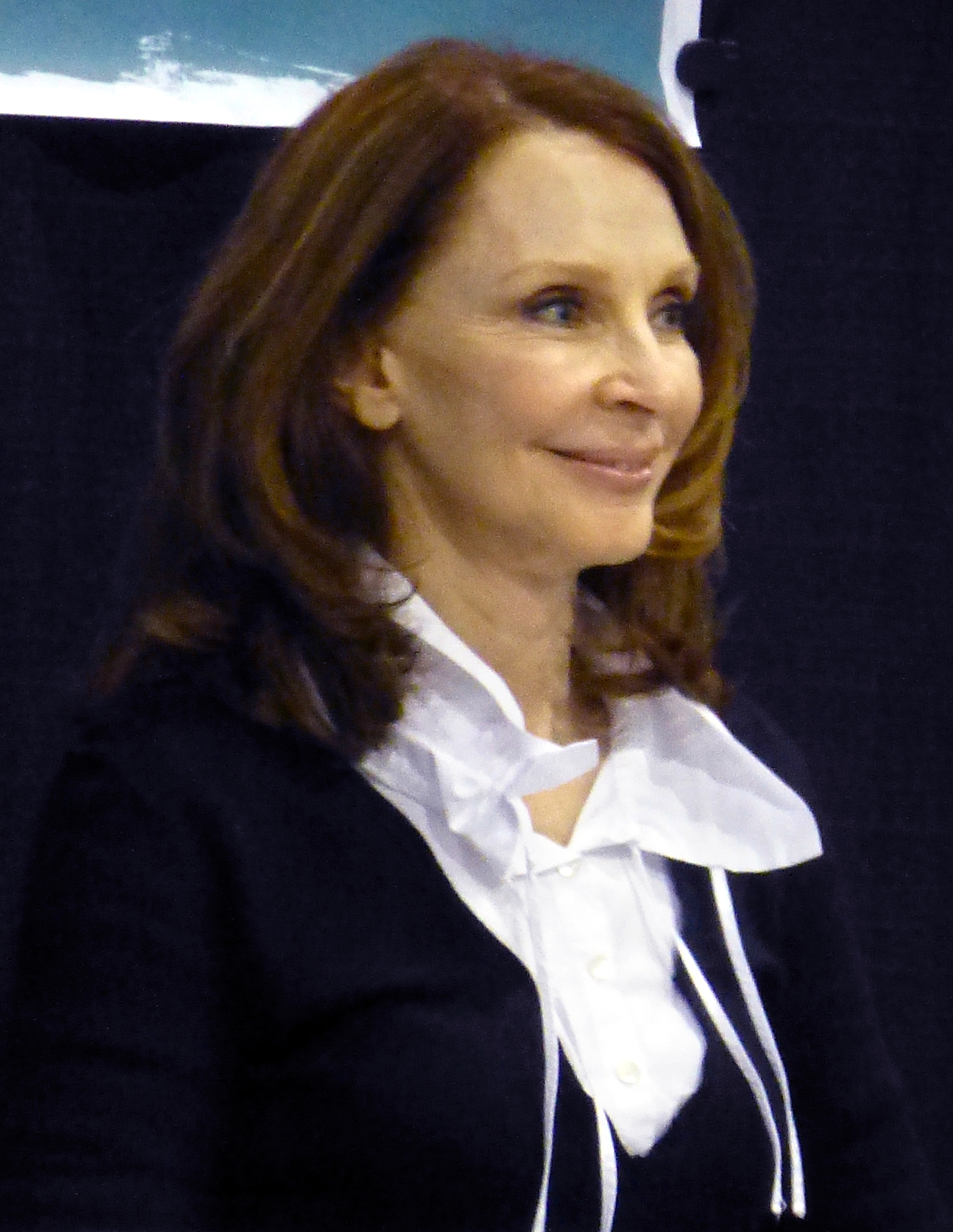
McFadden en 2014

### Cine
- The Muppets Take Manhattan (1984)
- Rustlers' Rhapsody (1985)[2]
- When Nature Calls (1985)
- Labyrinth (1986) – (coreógrafa)
- La caza del Octubre Rojo (1990)
- Millonario al instante (1990)
- Beyond the Groove (1990) film TV.[3]
- Star Trek Generations (1994)
- Star Trek: primer contacto (1996)
- Crowned and Dangerous (1997)
- Star Trek: insurrección (1998)
- Star Trek: némesis (2002)
- Dirty (2005)
- Make the Yuletide Gay (2009)

### Televisión
- The Wizard (1986)
- The Cosby Show (1987)
- Star Trek: La nueva generación (1987–1988; 1989–1994)
- L.A. Law (1992)
- Dream On (1993)
- Party of Five (1994)
- Mystery Dance (1994)
- Marker (1995)
- Mad About You (1995–1996)
- The Practice (2000)
- The Division (2001)
- The Handler (2004)
- Padre de familia (2009)
- Franklin & Bash (2011–2013)